# Irchenrieth
Irchenrieth település Németországban, azon belül Bajorországban. Lakosainak száma 1648 fő (2023. december 31.).

## Népesség
A település népessége az elmúlt években az alábbi módon változott:
| Lakosok száma | 212  | 247  | 401  | 1574 | 1220 | 1308 | 1401 | 1429 | 1577 | 1648 |
|               | 1875 | 1950 | 1975 | 1987 | 2012 | 2014 | 2016 | 2017 | 2021 | 2023 |